# Spiralen (kunstnersammenslutning)
Spiralen var en dansk kunstnersammenslutning, dannet 1947 af en gruppe abstrakte kunstnere, som bestod af Otto Baagøe-Nielsen, Mogens Balle, Arne Juhl Jacobsen, Erling Jørgensen, Eigil Uldahl og Axel Wilmar. Senere medlemmer var bl.a. Asger Jorn, Sven Dalsgaard, Wilhelm Freddie, Edgar Funch og Ulrika Marseen. Gruppen bestod af en gruppe malere med forskelligt udtryk både spontane, surrealistiske og abstrakte kunstnere. Desuden var tilknyttet musikere og forfattere. Spiralen blev opløst i 1958, men der afholdtes dog repriseudstillinger i 1966, 1978 og 1991-92.

## Udstillere (sandsynligvis ikke komplet) på Spiralen og udstillingsår
- Asger Andersen – 1957/58, 1978, 1991-1992
- Mogens Balle – 1947-1956, 1967, 1977[1] (sikkert 1978), 1991-1992
- Sven Dalsgaard – 1948-1956, 1957/58, 1966, 1978, 1991-1992
- Wilhelm Freddie – 1953-1956, 1991-1992
- Elna Fonnesbech-Sandberg – 1949(47[2])-1958, 1978, 1991-1992
- Jeppe Hagedorn-Olsen – 1957/68[3]
- Arne Juhl Jacobsen – 1947-51, 1966
- Knud Jans – 1951-1956, 1991-1992
- Johannes Jensen – 1948-1953, 1991-1992
- Niels Jensen født 1912 – 1949, 1951- 1956, 1991-1992
- Asger Jorn – 1949-1953, 1991-1992
- Elly Jørgensen – 1957/58[4]
- Erling Jørgensen – 1947-49, 1952-58, 1966, 1978, 1991-1992
- Johannes Andreas Jørgensen – 1948-1954
- Paul H. Jørgensen – 1948/49[5]
- Edgar Funch – 1951-1957, 1991-1992
- Maar Julius Lange – 1949, 1950, 1952, 1957/58[6]
- Alfred H. Lilliendahl – 1948-57, 1966, 1991-1992
- Niels Macholm – 1953, 1955, 1957/58, 1966, 1978, 1991-1992;
- Ulrika Marseen – 1948-53, 1966, 1991-1992
- Knud Nielsen – 1953-1956, 1991-1992
- Otto Baagøe-Nielsen – 1947-1954, 1957/58[4], 1966, 1991/92
- Robert Dahlmann Olsen – 1949, 1966, 1991-1992
- Vilhelm Bjerke Petersen – 1956, 1957/58 (mindeophængning), 1966;
- Jean Tessier – 1957/58[7][8]
- Eigil Uldahl – 1947
- Axel Wilmar – 1947-1950, 1952-1953, 1966